# Calbe
Calbe (Saale) è una città di 8 222 abitanti del land della Sassonia-Anhalt, in Germania.
Appartiene al circondario (Landkreis) del Salzland.